# El Correo Español (1888-1921)
El Correo Español fue un periódico carlista fundado en 1888 por el periodista Luis María de Llauder como órgano de la Comunión Tradicionalista y publicado hasta 1921. Fue impulsado, entre otros, por el marqués de Cerralbo. Tras la escisión integrista, el periódico desarrollaría un papel muy importante en la reorganización del carlismo.

## Historia

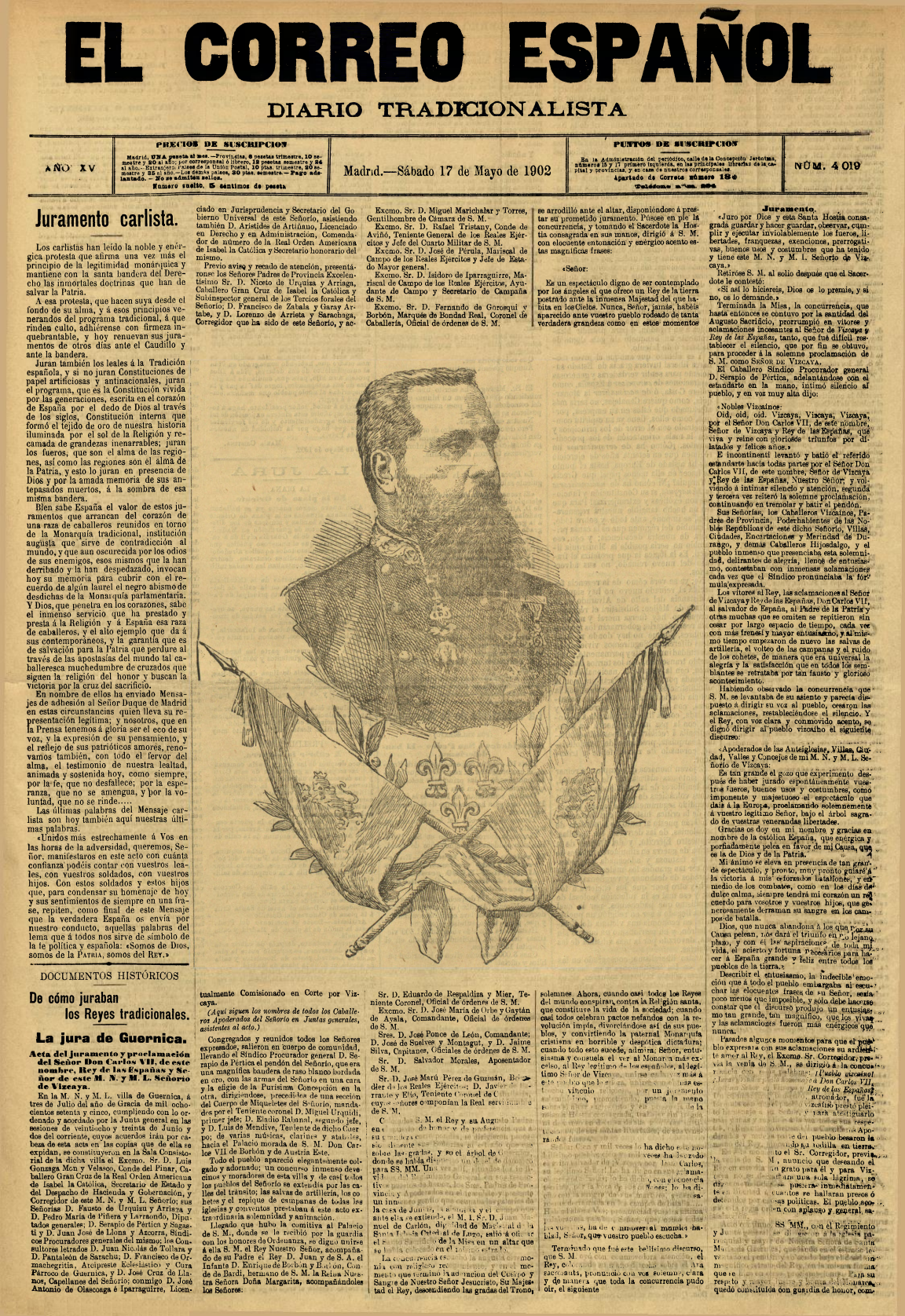
Número 4019 de El Correo Español (17/05/1902).

Tras la desautorización de La Fé y la rebelión de El Siglo Futuro, el partido carlista había quedado en Madrid sin órgano oficial, y aunque El Correo Catalán lo era oficioso, Don Carlos sintió la necesidad de llenar el vacío y encargó la creación de este periódico a Luis María de Llauder. El Correo Español vio por primera vez la luz el 26 de septiembre de 1888, y al frente de su primera plana publicaba una carta del caudillo carlista a Llauder, que desde Venecia indicaba cómo debía ser la actuación del periódico:

Apruebo el programa que me sometes y confío que el nuevo periódico ha de estar a la altura de su misión: defender la Religión, la Patria y la Monarquía, pero sin suplantarlas; servirlas, pero no sustituirse a ellas. Un periódico ha de ser, ante todo, un periódico, no un púlpito. De esta usurpación del magisterio doctrinal o de la dirección política es de lo que más encarecidamente te encargo apartarte. Ni la Prensa tiene misión religiosa propiamente docente, ni facultades directivas. El olvido de esta verdad elemental ha sido causa de hondas perturbaciones religiosas y políticas, cuyas huellas debe borrar El Correo Español con una conducta diametralmente opuesta. (...)

Quiero también que tu periódico demuestre que no somos, como nuestros adversarios tienen interés en pintarnos, enemigos de toda cultura científica, literaria y artística, ni refractarios a todo progreso cristiano. Ardientemente deseamos todos los verdaderos, y para probarlo con hechos, El Correo Español defenderá, no sólo los intereses nacionales de España, sino los de cada una de las clases de la sociedad, lo mismo del Sacerdote que vigoriza las almas que del labriego que fecunda los campos; lo mismo del soldado que con su sangre abrillanta las glorias de la Patria, que del pensador o el artista que las avalora con su ingenio.

Comenzó a imprimirse en la casa de Mariano Minuesa de los Ríos, en la calle de Miguel Servet.
Joaquín Aranda, redactor de El Correo Español, relataría años después la escasez de personal y medios con que nacía el periódico:

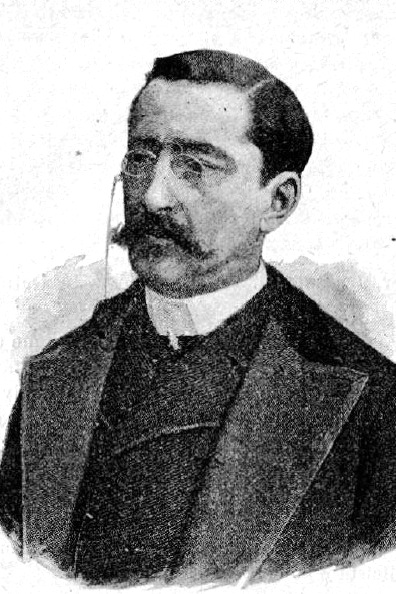
Luis María de Llauder, primer director (1888-1889).

Fue para el señor Llauder muy difícil la fundación de El Correo Español, pues a la escasez de dinero con que contaba para la empresa uníase la falta de personal competente, pues no se podía contar con los periodistas de La Fe ni de El Siglo Futuro. 

Auxiliado el señor Llauder por don Leandro Herrero, corresponsal en Madrid de El Correo Catalán, y por el señor Aranda, que había sido varios años redactor jefe del órgano de Cataluña, y por don Joaquín Medina y don Miguel Candelas, que entendieron en la parte administrativa, comenzó los trabajos, que fueron penosos. 
La busca de imprenta, el alquiler de casa, la compra de muebles y el formar redacción fue tarea que, si fácil cuando abunda el dinero y no hay que proceder con escrupulosa selección de elementos, resultó en la ocasión aquella difícil, porque los recursos de que el fundador disponía eran relativamente modestos, y aún más escasos los elementos personales. Pero la buena voluntad con que todos trabajamos dio el resultado apetecido. Súpose que en Zaragoza se había manifestado como hábil periodista un joven estudiante, don Benigno Bolaños, y el señor Llauder lo trajo a la redacción que se formaba, bien ajeno, sin duda, de la excelente adquisición que hacía y de que aquel modesto joven habría de llegar a ser un periodista de tal mérito como se registran pocos en la historia del periodismo. 

Por fin quedaron organizadas redacción y administración, y se pudo empezar a publicar el nuevo periódico el 26 de Septiembre de 1888, con el título de El Correo Español, elegido por nuestro augusto Caudillo.

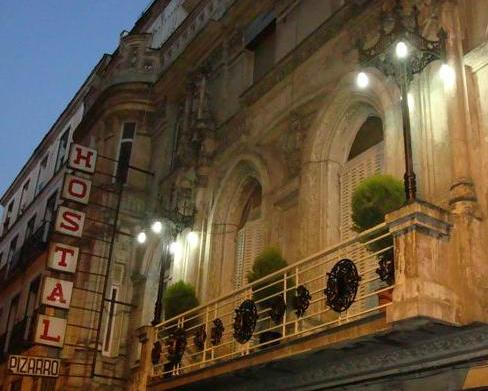
La Casa de los Tradicionalistas (actualmente Hostal Pizarro), sede de El Correo Español ideada por Lorenzo Sáenz y Fernández Cortina y Gustavo Sánchez Márquez.

El primer administrador del diario fue Juan Padrisa, que colaboró con Llauder. Pronto regresó Llauder a Barcelona, donde le reclamaba El Correo Catalán, siendo nombrado Leandro Herrero nuevo director de El Correo Español y como administrador Gervasio Puiggrós, a quien sucedieron Miguel Ruiz Moreno, Lázaro Joaquín Medina y Gustavo Sánchez Márquez.
En 1890 pasó la dirección a Juan Vázquez de Mella, que publicó durante varios años destacados artículos doctrinales sobre fueros, regionalismo y otras materias sociales, religiosas e históricas.
A pesar de cierta rivalidad con el diario integrista El Siglo Futuro, que había dejado de reconocer los derechos de Don Carlos, El Correo Español y El Siglo Futuro estaban de acuerdo casi en todo. En relación con la política de Cuba, por ejemplo, Juan Bautista Casas afirmaba que ambos periódicos «son los únicos que defienden resueltamente el dominio español, sin atenuaciones peligrosas, solo y exclusivo, aplicado al régimen de Cuba según lo reclaman nuestras patrias tradiciones que es forzoso convenir en que son las únicas que han de salvar nuestras provincias ultramarinas». A pesar de su lealtad a Carlos de Borbón, El Correo Español llegó a suscribir un artículo de Gonzalo Reparaz publicado en el Heraldo, en el que se afirmaba que la política americana de los Reyes Católicos y de la Casa de Austria había sido mejor y más española que la de la Casa de Borbón, defendiendo la «perfecta igualdad» entre los españoles peninsulares y los americanos.
En 1896 Ricardo Hernández instaló una imprenta para servicio del periódico en la misma casa de la calle de la Concepción Jerónima, 15 y 17, en que estaba establecida la redacción del periódico; volvió dos años después a la primitiva imprenta, y en 1906 se editó en la de la Gaceta, de Victorino Prieto, cercana a la redacción, hasta que en 1910 el considerable aumento de tirada exigió una rotativa y se trasladó a la imprenta de Domingo Blanco, en espera de terminar la Casa de los Tradicionalistas y los talleres que los suscriptores y favorecedores del diario prepararon en la calle de Pizarro, donde se instalaría El Correo Español desde 1912.
En su primera época, fueron destacables sus cartas de Venecia (donde vivía exiliado Don Carlos), firmadas por Marcos Laguna (seudónimo de Francisco Melgar); las de Berlín y Nueva York, y la sección «Política suelta».

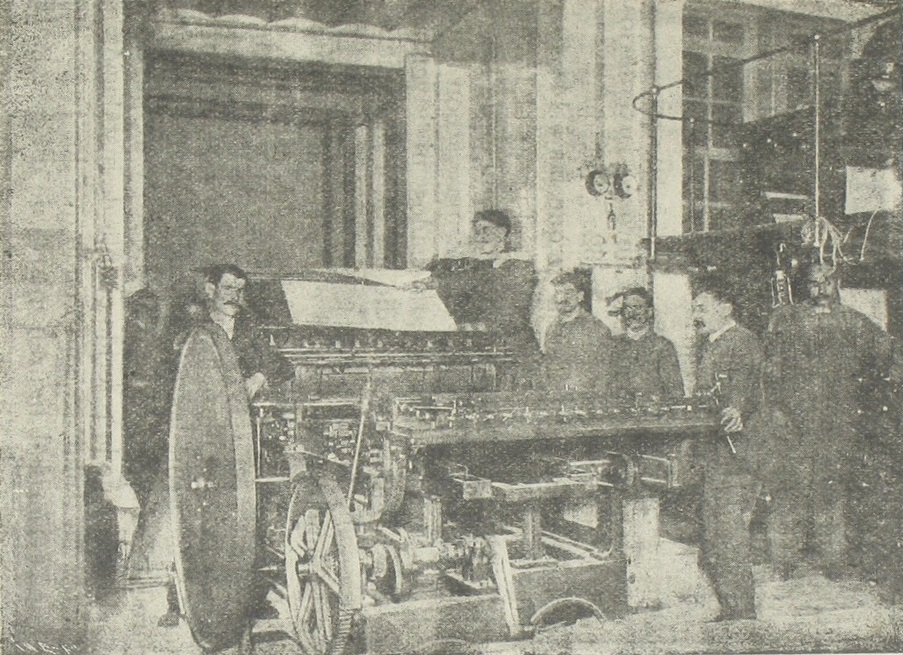
Rotativa de El Correo Español en la década de 1910.

Siguió en la dirección Benigno Bolaños («Eneas»). Muerto «Eneas», fue director Salvador Morales, que fue jubilado por su estado de salud, y le sustituyó Miguel Fernández (Peñaflor), a cuya labor se debió el aumento de la tirada del periódico, adquiriendo popularidad en Madrid y provincias.
Publicó números extraordinarios dedicados a temas como la Semana Santa o a fiestas y conmemoraciones celebradas por los carlistas como los Mártires de la Tradición, los Santos Reyes, el descubrimiento de América o Luis XVI.
Cuando los sucesos de Badalona en 1900 el diario fue suspendido y se sustituyó durante dos meses por El Vigía Español. Más tarde se instaló en la finca llamada Casa de los Tradicionalistas, adquiriendo máquinas modernas para la época, rotativa de cuatro, seis y ocho páginas, linotipias y demás necesidades de un buen taller tipográfico.
El 4 de noviembre de 1905, día de San Carlos Borromeo (onomástica del pretendiente), el diario publicó en primera plana un homenaje a Don Carlos en el que denunciaba contundentemente la mala situación de España bajo el régimen liberal, por lo que el número fue denunciado y secuestrado por el gobierno, aunque finalmente se sobreseyó la causa en los tribunales.
En 1911 el periódico ingresó 125.000 pesetas debido al fallecimiento del acaudalado carlista bilbaíno José Bulfy y Bengoa, que lo había dispuesto así en su testamento.
Durante esta época Severino Aznar, defensor de la Doctrina social de la Iglesia en la cuestión obrera, dirigió la página social del diario, la primera de tal índole que se publicó en España.
Con motivo de la Primera Guerra Mundial y durante todo el tiempo que duró esta contienda, realizó una intensa campaña a favor de los Imperios Centrales para contrarrestar las simpatías por los Aliados del gobierno y garantizar la neutralidad de España en el conflicto. Gracias a ello el diario adquirió popularidad en Madrid y provincias, consiguiendo doblar la tirada. Durante varios años publicó «Hoja literaria», y luego «Los miércoles de El Correo Español», en los que colaboró José Navarro Cabanes. El periódico publicó dos almanaques: uno, en forma de libro, con artículos y poemas, y otro, de block, con texto exclusivamente carlista, escrito por «Eneas».
Debido a su toma de partido en la guerra europea, la circulación de El Correo Español fue prohibida en Francia en octubre de 1915. Una publicación gubernamental británica diría del diario: 

As regards the war it is violently pro-German and distorts news to serve its ends. The paper is subsidized by Germany.

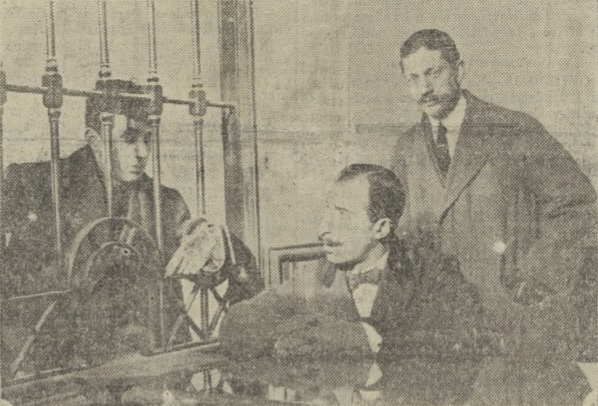
Antonio López Ferrándiz y Gregorio Campos, redactores de El Correo Español, conversando con Alfonso Vidal y Planas en la Cárcel Modelo de Madrid (1914).

El historiador Javier Tusell también cree que durante esos años el periódico era financiado por Alemania. Sin embargo, aunque el propio Fernández Peñaflor admitió en 1915 haber recibido fondos de alemanes residentes en España, por orden del marqués de Cerralbo tuvo que devolver el dinero.
El 11 de febrero de 1919 el administrador Gustavo Sánchez Márquez insertó por orden de Don Jaime un manifiesto en primera plana del diario, en el que el pretendiente censuraba la actitud seguida por los dirigentes de su partido y les acusaba de haber mentido diciendo que era germanófilo. Ello desembocó en la escisión de Vázquez de Mella, a la cual se adhirió el director Fernández Peñaflor, que trató de apoderarse del diario. La rápida actuación de Sánchez Márquez, aconsejado por Lorenzo Sáenz y con el apoyo del marqués de San Martín y del marqués de Tamarit, logró dejar el periódico bajo control jaimista, siendo destituidos todos los redactores mellistas, que fundaron El Pensamiento Español. 
Tras estos sucesos, asumió la dirección de El Correo Español Melchor Ferrer y posteriormente Arsenio de Izaga. Pero la división del tradicionalismo había causado al periódico un daño irreparable. El 30 de noviembre de 1921 cesaba su publicación por orden de Don Jaime. El director Izaga explicaba que el cierre se debía a «la soledad y el abandono de muchos», despidiéndose de sus lectores.
Algunos de sus colaboradores fueron el Cardenal Monescillo, Reynaldo de Brea, Julián García Gutiérrez (que publicó artículos científico-militares), la escritora Eva Canel, Ramón O'Callaghan y Ramiro Fernández Valbuena.

## Folletín y publicaciones

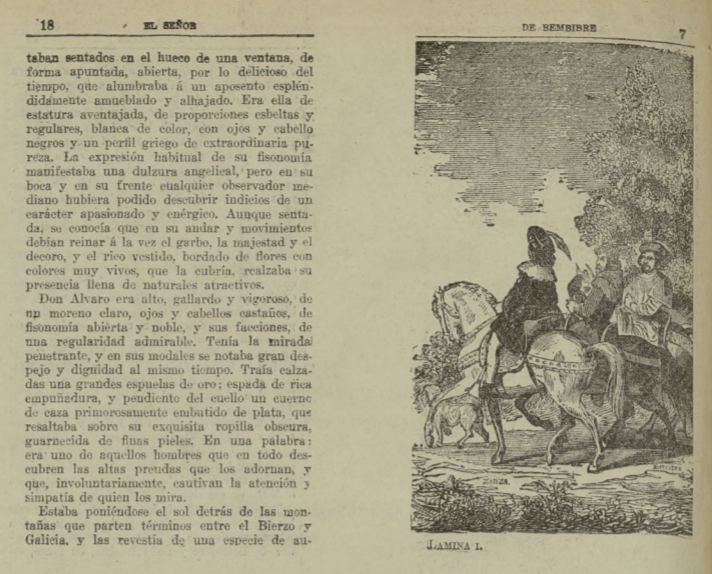
Folletón de El Correo Español: «El Señor de Bembibre» (1915).

El folletín de El Correo Español publicó decenas de obras, entre históricas, políticas, religiosas y literarias, algunas de ellas escritas o traducidas por los mismos colaboradores del diario. Entre las obras literarias, el diario reprodujo en sus páginas novelas como Stefano: Episodios y escenas de la revolución de Roma, por el abate Théodore Boulangé (traducida por Joaquín Aranda); Guerras civiles de Granada, por Ginés Pérez de Hita; El Pirata, por Walter Scott; El mártir de un secreto, por Raoul de Navery; Florina, princesa de Borgoña. Episodio de la primera Cruzada y Adelaida (Reina de Italia) o La Corona de Hierro, por William Bernard McCabe (traducidas por Joaquín Aranda); Marcof, por Ernest Capendu; El hermano pacífico, por Paul Feval; En Navarra (Cosas de la guerra), por Ramón Esparza e Iturralde; Quo Vadis, El Diluvio, o Por el hierro y por el fuego, por Henryk Sienkiewicz; Kresala, escrita en vascuence por Domingo Aguirre y traducida al castellano por Bonifacio de Echegaray; Lisa: Escenas del Terror, por Charles d'Hericault; Doña Urraca de Castilla, por Francisco Navarro Villoslada; Elena de Síbaris, por Manuel Vidal Rodríguez; Fe en Dios o Los hijos de la caridad, por Felisa García Checa; o El Señor de Bembibre, por Enrique Gil y Carrasco.
Varias de las obras publicadas en el folletín se recogieron después en tomos impresos de la «Biblioteca de El Correo Español». El periódico editó en el año 1907 un Álbum del homenaje a las minorías parlamentarias de la Comunión Tradicionalista. En 1913 regaló a sus suscriptores la encuadernación de El Ángel de Somorrostro, previamente aparecida en el folletín, sobre Margarita de Borbón-Parma, primera esposa de Don Carlos.

## Directores
- Luis María de Llauder (1888-1889)
- Leandro Herrero (1889-1890)
- Juan Vázquez de Mella (1890-1897)
- Benigno Bolaños (1897-1909)
- Salvador Morales (1909-1914)
- Miguel Fernández Peñaflor (1914-1919)
- Melchor Ferrer Dalmau (1919-1920)
- Arsenio de Izaga (1920-1921)

## Redactores

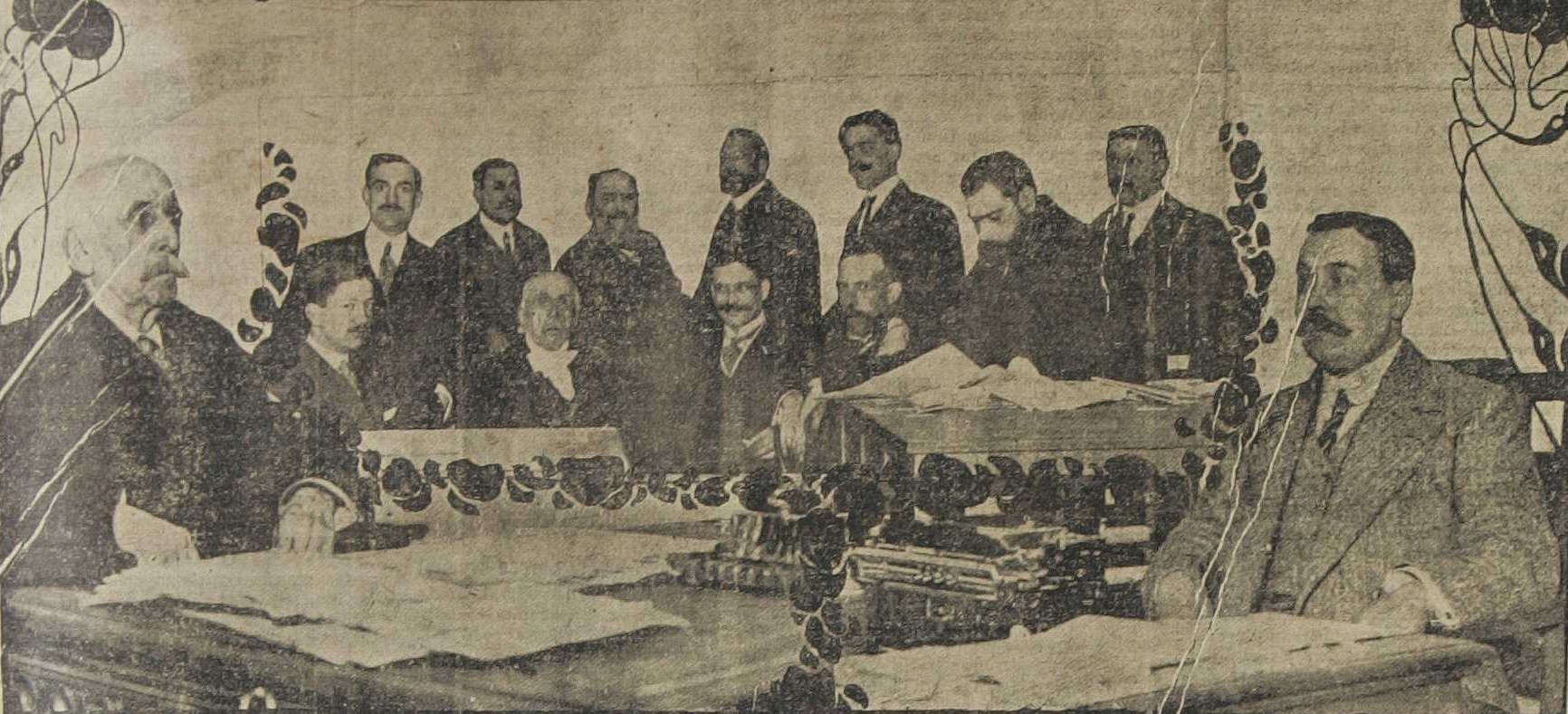
Salvador Morales, director de El Correo Español (izquierda), los redactores del periódico (centro) y Gustavo Sánchez, administrador (derecha) en 1912

Algunos de sus redactores fueron Santiago Arambilet, Joaquín Aranda, Antonio Juan de Vildósola, Francisco Martín Melgar, Leoncio González Granda, José Arrufat Mestres, Severino Aznar, Domingo Cirici Ventalló, Carlos Ortí Muñoz, Ramón Ruiz Moreno, Juan López de Rego, Eduardo Garrido, Basilio Edo Monzonís, Ignacio María Cereceda, Gregorio Campos, Luis de Castro, Alejandro Aguiló, Domingo Martín Bardinos, Anacleto González Busnadiego, Salvador J. Aranda, Antonio Santiago Somoza, Mariano Jamardo, Félix Vázquez Megino, José María del Castillo, Gabino Gutiérrez, Mariano Perni, Antonio López Ferrándiz, José María Sánchez («Justiniano»), José Buigas, Baldomero Díaz, Ramón Quintero, Jenaro González Carreño, José Rodríguez Morales, Julio Arija, Adolfo Ruiz de Castañeda («Delafé»), Domingo Martín Berdinos, Mariano Subirá del Río, Quintiliano Bueno, Manuel Sánchez Cuesta, Eduardo Fernández de Rábago, Vicente Contreras, Claro Abánades, José María Requena, Manuel Marín Lucas, Alfonso Velarde, Fernández Lata, Francisco Hernando Bocos, José Muñoz Laborda, Francisco Siso Cavero, Manuel Avello y José Muñoz Rodríguez.
Corresponsal y autor desde la diócesis de Plasencia el ilustre sacerdote secular placentino Gaspar Gil Tornero, por lo menos desde 1906 hasta 1914 en que se han encontrado artículos suyos en ejemplares del diario en esos 8 años. 
También fueron colaboradores asiduos, con secciones fijas y propias, el crítico militar «Herr Taube»; Juan Marín Felipe, encargado de la prensa extranjera; Eduardo Navarro Salvador, de la sección de estadísticas, y Ramón Molina Cánovas, de la información financiera.
Tras la salida de los mellistas del periódico en 1919, fueron colaboradores habituales del periódico, entre otros, Luis Hernando de Larramendi y Jaime Torrubiano Ripoll.